# Florilegus affinis
Florilegus affinis là một loài Hymenoptera trong họ Apidae. Loài này được Urban mô tả khoa học năm 1970.